# Орлово око (Родопи)
 Тази статия е за площадката за наблюдение в Западните Родопи.  За американския филм вижте Орлово око.  
„Орлово око“ е платформа за наблюдение и туристическа атракция в Западните Родопи. Построена през 2009 година от туристическо дружество „Родопея“, село Ягодина, в близост до Ягодинската пещера.
Платформата е построена на ръба на скала, разположена на 1563 метра надморска височина. Денивелацията по отвес от платформата до шосето в Буйновското ждрело е повече от 600 метра.
От платформата могат да се наблюдават Буйновското ждрело, село Борино, Чала, село Ягодина, а в далечината – части от Пирин, Рила и планини в Гърция.
Общата стойност на проекта за платформата е 21 000 лева, събрани от входната такса за Ягодинската пещера. Платформата е проектирана да издържа товар до 3 тона.